# رومينا بورمختاري
رومينا بورمختاري (مواليد 12 نوفمبر 1995) هو سياسية سويدية من حزب الشعب الليبرالي، تشغل حالياً منصب وزيرة البيئة في حكومة أولف كريستيرسون منذ أكتوبر 2022.